# Fredrikstad Station
Fredrikstad Station (Fredrikstad stasjon) er en norsk jernbanestation på Østfoldbanen (vestre linje) i Fredrikstad. Stationen åbnede i 1879 sammen med Østfoldbanen. Den ligger 7,5 m.o.h., 94,26 km fra Oslo S. Den betjenes af NSBs regionaltog mellem Oslo og Halden/Göteborg.
Banegårdsbygningen indeholder billetkontor, venteværelse, opbevaringsbokse og kiosk. Der er busterminal lige ved stationen.